# Roman Bečvář
Roman Bečvář (* 2. července 1966, Louny, Československo) je bývalý československý házenkář. Házenkářským reprezentantem je i jeho syn Roman.
S týmem Československa hrál na letních olympijských hrách v Barceloně v roce 1992, kde tým skončil na 9. místě. Nastoupil v 5 utkáních a dal 9 gólů. Na klubové hrál za Škodu Plzeň, Duklu Praha, v Německu za VfL Eintracht Hagen a za Plauen.